# Kamienica przy ulicy Kościuszki 38 w Katowicach
Kamienica przy ulicy T. Kościuszki 38 w Katowicach (do 1890 – Beata-Grube-Strasse 30, do 1922 – Beatestrasse 38) – kamienica mieszkalno-usługowa, znajdująca się w Śródmieściu Katowic, na skrzyżowaniu ulicy Powstańców (nr 2) z ulicą Tadeusza Kościuszki (nr 38; dawniej Beatestraße).
Obiekt pochodzi z 1899 roku. Architekt – Georg Zimmermann, inwestor – Marcus Landsberger. Właściciele budynku: Josef Gadatsch, poler (1884–1888), Gustav Schulz, posadzkarz (1889–1894), Salomon Wiener (1895), August Dylla, malarz (1897), Marcus Landsberger, restaurator i gorzelnik (1899–1914), Ludwik Naleppa, restaurator (1926–1936).
Narożna kamienica na planie zbliżonym do litery „V", czterokondygnacyjna, o formach eklektycznych. Narożnik zaokrąglony i zwieńczony pseudokopułą. W elewacji zaakcentowane ryzality zwieńczone tympanonami – dwa od ul. T. Kościuszki, jeden od ul. Powstańców. Elewacje parteru – boniowane. Otwory okienne prostokątne, nad oknami pierwszego piętra malownicze nadokienniki z maszkaronami.